# Guerra dos Padris

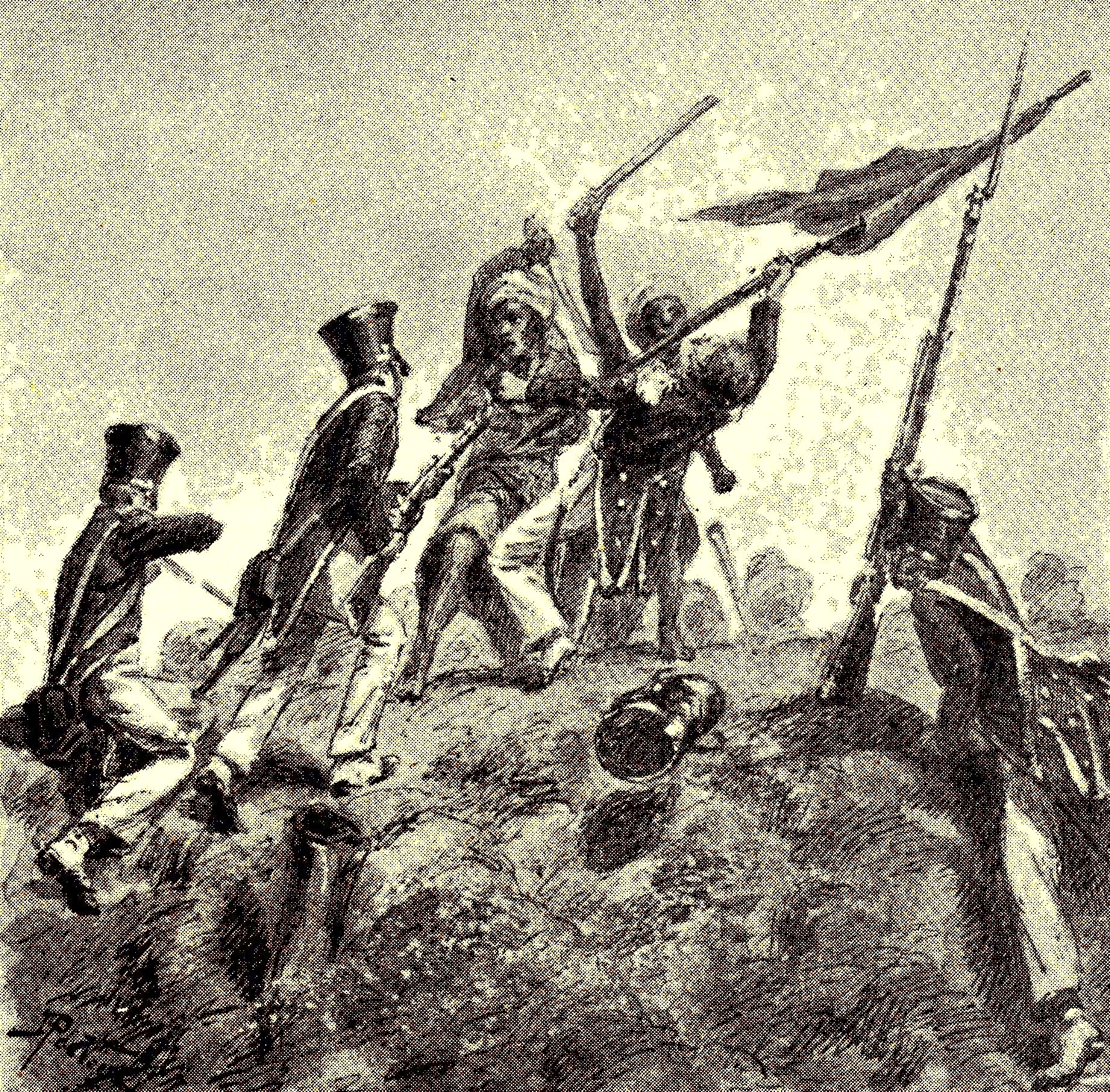
Um episódio da Guerra Padri. Soldados holandeses e padris lutando em 1831

A Guerra dos Padris (também chamada de Guerra Minangkabau) foi travada de 1803 a 1837 em Sumatra Ocidental, na Indonésia, entre os Padris e os Adats. "Padris" eram clérigos muçulmanos de Sumatra que, inspirados pelo Wahhabismo e depois de voltar do Haje, queriam impor a Xaria em Minangkabau em Sumatra Ocidental, na Indonésia. "Adats" compreendiam a nobreza de Minangkabau e chefes tradicionais. Estes últimos pediram a ajuda dos holandeses, que intervieram em 1821 e ajudaram a nobreza a derrotar o grupo Padri. Os Padris queriam purificar as tradições e crenças.

## Antecedentes
Pode-se considerar que a Guerra dos Padri começou em 1803, antes da intervenção holandesa, e foi um conflito que eclodiu em Minangkabau quando os Padris começaram a suprimir a quem eles viam como tendo costumes não-islâmicos, ou seja, os Adat. Mas depois da ocupação do Reino de Pagaruyung por Tuanku Pasaman, um dos líderes da Padri em 1815, em 21 de fevereiro de 1821, a nobreza Minangkabau fez um acordo com os holandeses em Padangue para ajudá-los a lutar contra os Padris. Os Adat, incluiam práticas religiosas indígenas e pré-islâmicas e tradições sociais nos costumes locais. Os Padris, como jihadistas contemporâneos no Califado de Socoto da África Ocidental, eram puristas islâmicos que tinham feito o haje para Meca e retornaram.

## Escaramuças e o Tratado de Masang
O envolvimento holandês na guerra surgiu porque foi "convidado" pelo povo Adat e, em abril de 1821, as tropas holandesas atacaram Simawang e Sulit Air sob a liderança dos capitães Goffinet e Dienema sob as ordens de James du Puy, residente holandês em Padangue. Entre 1821 e 1824, eclodiram escaramuças por toda a região, terminadas apenas pelo Tratado de Masang. A guerra aconteceu durante os seis anos seguintes, quando os holandeses enfrentaram revoltas em larga escala em Java.

## Avanço holandês
O conflito ocorreu novamente na década de 1830, com os holandeses ganhando as primeiras batalhas. Logo depois, a guerra centrou-se em Bonjol, o último reduto fortificado dos Padris. Finalmente caiu em 1837.